# X-Filme Creative Pool
La X Filme Creative Pool è una casa di produzione e distribuzione cinematografica tedesca fondata nel 1994 dai registi Tom Tykwer, Dani Levy, Wolfgang Becker e dal produttore cinematografico Stefan Arndt.

## Filmografia
- Stille Nacht (Stille Nacht - Ein Fest der Liebe), regia di Dani Levy (1995)
- Wintersleepers - Sognatori d'inverno (Winterschläfer), regia di Tom Tykwer (1997)
- Das Leben ist eine Baustelle, regia di Wolfgang Becker (1997)
- Meschugge, regia di Dani Levy (1998)
- Lola corre (Lola rennt), regia di Tom Tykwer (1998)
- Absolute Giganten, regia di Sebastian Schipper (1999)
- La principessa + il guerriero (Der Krieger und die Kaiserin), regia di Tom Tykwer (2000)
- Paul Is Dead, regia di Hendrik Handloegten (2000)
- Herz, regia di Horst Johann Sczerba (2001)
- Wie Feuer und Flamme, regia di Connie Walter (2001)
- Heidi M., regia di Michael Klier (2001)
- Väter, regia di Dani Levy (2002)
- Heaven, regia di Tom Tykwer (2002)
- 4 Freunde und 4 Pfoten, regia di Gabriele Heberling (2003)
- Liegen lernen, regia di Hendrik Handloegten (2003)
- Der alte Affe Angst , regia di Oskar Roehler (2003)
- Good Bye, Lenin!, regia di Wolfgang Becker (2003)
- Zucker!... come diventare ebreo in 7 giorni (Alles auf Zucker!), regia di Dani Levy (2004)
- Agnes und seine Brüder, regia di Oskar Roehler (2004)
- Edelweiss Pirates (Edelweißpiraten), regia di Niko von Glasow (2004)
- En garde, regia di Ayse Polat (2004)
- Lautlos, regia di Mennan Yapo (2004)
- Jargo, regia di Maria Solrun (2004)
- True, regia di Tom Tykwer (2004)
- Was nützt die Liebe in Gedanken, regia di Achim von Borries (2004)
- Ich Dich auch, regia di Katja Dringenberg e Christiane Voss (2005)
- Imagine Me & You (Eine Hochzeit zu dritt), regia di Ol Parker (2005)
- Un'estate sul balcone (Sommer vorm Balkon), regia di Andreas Dresen (2005)
- Underexposure, regia di Oday Rasheed (2005)
- Ein Freund von mir, regia di Sebastian Schipper (2006)
- Paris, je t'aime (segmento "Faubourg Saint-Denis"), regia di Tom Tykwer (2006)
- Der rote Kakadu, regia di Dominik Graf (2006)
- Der die Tollkirsche ausgräbt, regia di Franka Potente (2006)
- Das Herz ist ein dunkler Wald, regia di Nicolette Krebitz (2007)
- Meine schöne Bescherung, regia di Vanessa Jopp (2007)
- Liebesleben, regia di Maria Schrader (2007)
- Tiffany e i tre briganti (Die drei Räuber), regia di Hayo Freitag (2007)
- Io e Max Minsky (Max Minsky und ich), regia di Anna Justice (2007)
- Mongol (Der Mongole), regia di Sergey Bodrov (2007)
- Il colore della libertà - Goodbye Bafana (Goodbye Bafana), regia di Bille August (2007)
- Mein Führer - La veramente vera verità su Adolf Hitler (Mein Führer - Die wirklich wahrste Wahrheit über Adolf Hitler), regia di Dani Levy (2007)
- Märzmelodie, regia di Martin Walz (2008)
- Il nastro bianco (Das weisse Band - Eine deutsche Kindergeschichte), regia di Michael Haneke (2009)
- La contessa (The Countess), regia di Julie Delpy (2009)
- Lulu und Jimi, regia di Oskar Roehler (2009)
- Alter und Schönheit, regia di Michael Klier (2009)
- 3, regia di Tom Tykwer (2010)
- Das Leben ist zu lang, regia di Dani Levy (2010)
- Ich und Kaminski, regia di Wolfgang Becker (2010)
- Happy End, regia di Michael Haneke (2017)